# Calyptomenidae
Calyptomenidae je čeleď ptáků z řádu pěvců (Passeriformes), podřádu křikaví (Tyranni) a skupiny Eurylaimides. Jde o nepočetnou čeleď, která zahrnuje pouze dva rody Calyptomena a Smithornis, přičemž všech šest známých druhů nese v češtině rodové jméno loboš. 

## Systematika a evoluce
Čeleď zahrnuje pouze dva rody, Calyptomena a Smithornis.
Tradiční systematika je řadila do čeledi lobošovití (Eurylaimidae), nicméně na základě molekulárních studií vyšlo najevo, že zástupci zmíněných dvou rodů nejsou blízce příbuzní s ostatními loboši. Naopak se zdá, že čeleď Calyptomenidae tvoří sesterský taxon vůči pitovitým (Pittidae), což je rovněž čeleď eurylaimidů, jež dnes žije v Asii, Australasii a Africe. Původ eurylaimidů je zřejmě africký, přičemž doba divergence mezi pitovitými a Calyptomenidae je datována do oligocénu před asi 24 až 30 miliony lety. Oba rody lobošů pak od společného předka divergovaly pravděpodobně během miocénu, před asi 23 miliony lety. Rod Smithornis zůstal v Africe, kde zřejmě došlo k potlačení barevného opeření typického pro ostatní eurylaimidy, zatímco rod Calyptomena kolonizoval orientální oblast.
Níže zobrazený kladogram skupiny Eurylaimides vychází z .
|  | pitovití (Pittidae) |
|  |                     |
|  | Calyptomenidae      |
|  |                     |

|  | lobošovití (Eurylaimidae)   |
|  |                             |
|  | pitovcovití (Philepittidae) |
|  |                             |

|  | pitovití (Pittidae) |
|  |                     |
|  | Calyptomenidae      |
|  |                     |

|  | lobošovití (Eurylaimidae)   |
|  |                             |
|  | pitovcovití (Philepittidae) |
|  |                             |

|  | pitovití (Pittidae) |
|  |                     |
|  | Calyptomenidae      |
|  |                     |

|  | lobošovití (Eurylaimidae)   |
|  |                             |
|  | pitovcovití (Philepittidae) |
|  |                             |

|  | pitovití (Pittidae) |
|  |                     |
|  | Calyptomenidae      |
|  |                     |

|  | lobošovití (Eurylaimidae)   |
|  |                             |
|  | pitovcovití (Philepittidae) |
|  |                             |

## Popis a biologie
Loboš africký (Smithornis capensis) dosahuje délky těla 12 až 14 cm, zatímco loboš modrobřichý (Calyptomena hosii) měří 19 až 21 cm. Loboši rodu Calyptomena se vyznačují výrazným zeleným zbarvením, loboši rodu Smithornis naproti tomu nemají pestré odstíny peří, tělo je spíše matnější, s černými pruhy. Rod Calyptomena se rovněž vyznačuje výrazným pohlavním dimorfismem; samice nemají tak intenzivní zbarvení jako samci, kořen zobáku u samců zároveň překrývá viditelný chomáč peří, jenž připomíná malý hřebínek.
Loboši z rodu Smithornis jsou rozšířeni v Africe, loboši rodu Calyptomena se vyskytují v jihovýchodní Asii (např. na ostrově Borneo). Liší se také potravní návyky obou rodů, protože loboši rodu Smithornis se živí hmyzožravě, zatímco jídelníček lobošů rodu Calyptomena tvoří převážně plody.